# Actinopus guajara
Espèce
Actinopus guajara est une espèce d'araignées mygalomorphes de la famille des Actinopodidae.

## Distribution
Cette espèce est endémique du Rondônia au Brésil,. Elle se rencontre vers Guajará-Mirim.

## Description
Le mâle holotype mesure 7,9 mm.

## Étymologie
Son nom d'espèce lui a été donné en référence au lieu de sa découverte, Guajará-Mirim.

## Publication originale
- Miglio, Pérez-Miles & Bonaldo, 2020 : « Taxonomic revision of the spider genus Actinopus Perty, 1833 (Araneae, Mygalomorphae, Actinopodidae). » Megataxa, vol. 2, no 1, p. 1-256.